# 骺板
骺板（英語：Epiphyseal plate，或称为生长板）是一种位于长骨各端骨骺中的透明軟骨盘。小孩与成人皆有生长板，但成人的生长板已停止生长，并被骺线取而代之。